# Koncert w Trójce (album Artrosis)
Koncert w Trójce – album zespołu Artrosis wydany w 2001 roku nakładem wytwórni Metal Mind. W wydaniu na digipacku album wzbogacono o videoclip z utworem "Morfeusz".

## Lista utworów
Źródło.
1. "Prośba" – 5:36
2. "Taniec" – 3:47
3. "Ukryty wymiar" – 9:21
4. "Nie Ma Nic" – 6:07
5. "Szmaragdowa noc" – 2:53
6. "W górę" – 4:56
7. "Pośród kwiatów i cieni" – 5:18
8. "A ja" – 4:30
9. "Nieprawdziwa historia I" – 3:21
10. "Nieprawdziwa historia II" – 4:54
11. "My" – 6:31
12. "Djembe" – 2:45
13. "Na wieki wieków" – 4:40

## Twórcy
Źródło.
- Magdalena Stupkiewicz – śpiew
- Rafał Grunt – gitara
- Maciej Niedzielski – instrumenty klawiszowe
- Marcin Pendowski – gitara basowa